# Honorowy Obywatel Miasta Braniewa
Honorowy Obywatel Miasta Braniewa – tytuł nadawany przez Radę Miasta Braniewa osobom, które szczególne się zasłużyły dla miasta, niezależnie od ich obywatelstwa i miejsca zamieszkania.

## Ustanowienie i zasady przyznawania tytułu

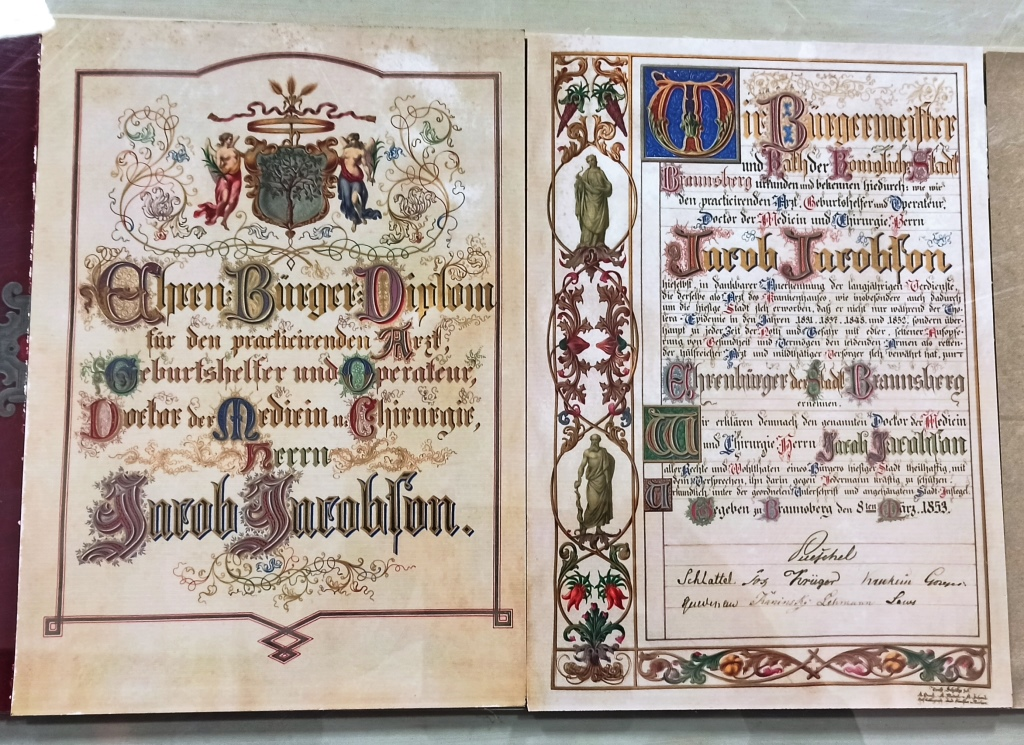
Dyplom honorowego mieszkańca Braniewa Jacoba Jacobsona, 8 marca 1853

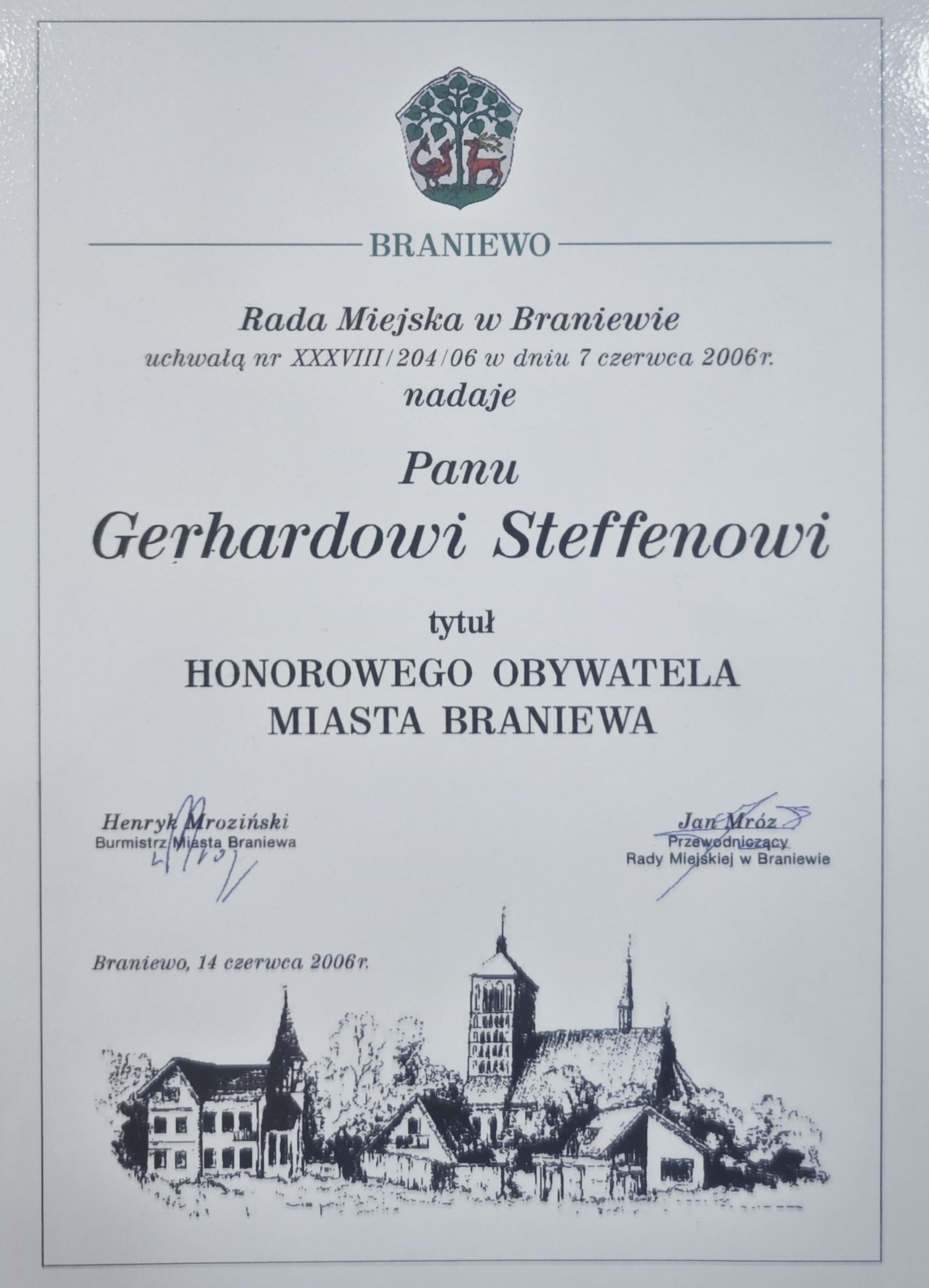
Dyplom honorowego mieszkańca Braniewa Gerharda Steffena, 7 czerwca 2006

Tytuł honorowego obywatelstwa miasta w Królestwie Prus został ustanowiony ordynacją o samorządach Revidierte Städteordnung z dnia 17 marca 1831 roku. Ordynacja ta wprowadzała m.in. pojęcie „honorowego obywatela”. Organem uprawnionym do nadania tytułu była Rada Miasta.
Włodarze braniewscy niejednokrotnie korzystali z przepisów tejże ordynacji, wyróżniając osoby, które szczególnie zasłużyły się dla miasta i dla jego obywateli. W pierwszym okresie były to osoby narażające ze szczególnym poświęceniem zdrowie i życie w zwalczaniu epidemii cholery, tak np. 8 marca 1853 roku władze miejskie przyznały ten tytuł lekarzowi Jacobowi Jacobsenowi za szczególne zasługi dla ratowania mieszkańców Braniewa podczas epidemii cholery w latach 1831–1852.
W latach 90. XX w. powrócono w Braniewie do tradycji przyznawania honorowego obywatelstwa miasta.

## Odznaczeni do 1945 roku
| lp.                                                                                  | Data       | Osoba wyróżniona | Osoba wyróżniona | Źródło |
| ------------------------------------------------------------------------------------ | ---------- | ---------------- | --- | ------ |
| 1.                                                                                   | 1837       |                  | Gideon Gerlach (1789–1845) – nauczyciel, dyrektor zreorganizowanego gimnazjum (Königlich-Katholisches Gymnasium) w Braniewie, profesor historii i pedagogiki w seminarium duchownym Liceum Hosianum. | [ 3 ]  |
| 2.                                                                                   | 1849       |                  | ks. Anton Marquardt (1815–1859) – proboszcz kościoła św. Katarzyny w Braniewie w latach 1852–1859. W uznaniu poświęcenia w zwalczaniu epidemii cholery w Braniewie w 1848 roku przez wówczas wiejskiego kapłana miasto wyróżniło go honorowym obywatelstwem oraz uzyskało u biskupa jego mianowanie na proboszcza w Braniewie. | [ 4 ]  |
| 3.                                                                                   | 8.03. 1853 |                  | Jacob Jacobson (1807–1858) – braniewski lekarz, utalentowany kaznodzieja i literat, jedna z czołowych postaci w mieście, położył szczególne zasługi w zwalczaniu epidemii cholery w Braniewie. | [ 5 ]  |
| 4.                                                                                   | 5.04 1856  |                  | Joseph Ambrosius Geritz (1783–1867) – biskup warmiński w latach 1842–1867. W uznaniu zasług w dniu 50-lecia kapłaństwa. | [ 6 ]  |
| 5.                                                                                   |            |                  | ks. Andreas Schröter (1774–1863) – proboszcz kościoła św. Katarzyny w Braniewie w latach 1824–1833, ceniony przez swych przełożonych i mieszkańców miasta, kanonik katedry we Fromborku. | [ 7 ]  |
| 6.                                                                                   |            |                  | Carl Mückenberger (1830–1901) – drugi właściciel browaru w Braniewie, założyciel spółki aukcyjnej Bergschlößchen-Aktien-Bier-Brauerei, wieloletni dynamiczny zarządca browaru, radny miejski. | [ 8 ]  |
| 7.                                                                                   | 1917       |                  | Heinrich Sydath (1848–1931) – burmistrz Braniewa w latach 1890–1917, za którego rządów miasto przeżywało lata świetności. | [ 9 ]  |
| * wykaz nie uwzględnia osób wyróżnianych w okresie narodowego socjalizmu w Niemczech |            |                  | |        |

## Odznaczeni po 1990 roku
| lp. | Data       | Osoba wyróżniona | Osoba wyróżniona | Źródło |
| --- | ---------- | ---------------- | --- | ------ |
| 1.  | 24.05.1995 |                  | Czesław Dębski (1946–2020) – wieloletni dyrektor browaru w Braniewie, za jego czasów browary elbląski i braniewski pod marką EB wysunęły się na pierwsze miejsce w Polsce.                                                                                                 | [ 10 ] |
| 2.  | 4.10.2002  |                  | Ryszard Górecki (ur. 1951) – profesor nauk rolniczych, rektor Uniwersytetu Warmińsko-Mazurskiego, twórca ogólnouczelnianej jednostki Uniwersytetu Warmińsko-Mazurskiego w Olsztynie o nazwie Międzynarodowe Centrum Edukacyjne w Braniewie.                                | [ 11 ] |
| 3.  | 4.10.2002  |                  | Józef Górniewicz (ur. 1956) – pedagog, prof. dr hab., drugi rektor Uniwersytetu Warmińsko-Mazurskiego w Olsztynie, współtwórca ogólnouczelnianej jednostki Uniwersytetu Warmińsko-Mazurskiego w Olsztynie o nazwie Międzynarodowe Centrum Edukacyjne w Braniewie.          | [ 12 ] |
| 4.  | 17.12.2003 |                  | ks. Tadeusz Brandys (1936–2010) – ksiądz katolicki, proboszcz kościoła św. Katarzyny, który odbudował z ruin (kościół w 2001 podniesiony został do rangi bazyliki mniejszej).                                                                                              | [ 13 ] |
| 5.  | 7.06.2006  |                  | Gerhard Steffen (1927–2012) – działacz społecznik, inicjator i organizator kontaktów pomiędzy przed- i powojennymi mieszkańcami Braniewa, drugi fundator kościoła św. Małgorzaty w Pierzchałach.                                                                           | [ 14 ] |
| 6.  | 21.10.2020 |                  | Wojciech Iwulski (1915–1990) – fotograf, uczestnik kampanii wrześniowej 1939, członek wywiadu Armii Krajowej oraz działacz społeczny. Autor zdjęć przedwojennego i okupacyjnego Bełżca, powojennych zdjęć zniszczonego Braniewa oraz dokumentalista zbrodni wojennych UPA. | [ 15 ] |
| 7.  | 16.04.2025 |                  | Stanisław Achremczyk (ur. 1951) – historyk, profesor Uniwersytetu Warmińsko-Mazurskiego, od 1990 dyrektor Ośrodka Badań Naukowych im. Kętrzyńskiego w Olsztynie. | [ 16 ] |

## Regulamin przyznawania tytułu[17][18]
Regulamin nadawania tytułu Honorowego Obywatela Miasta Braniewa
Załącznik do Uchwały Nr XXXIII/184/05 Rady Miejskiej w Braniewie z dnia 28 grudnia 2005 r.
§ 1. Nadanie tytułu Honorowego Obywatelstwa Miasta Braniewa jest wyrazem najwyższego wyróżnienia i uznania Rady Miejskiej. Nadawany jest przez Radę Miejską w Braniewie osobom szczególnie zasłużonym dla Braniewa, a także wybitnym osobistościom, według przepisów zawartych w niniejszym regulaminie.

§ 2. Tytułu Honorowego Obywatelstwa może być nadany obywatelom polskim i cudzoziemcom.

§ 3. Tytuł Honorowego Obywatelstwa może być nadany tej samej osobie tylko jeden raz.

§ 4.1. Z wnioskiem o nadanie tytułu Honorowego Obywatelstwa Miasta Braniewa mogą występować: - Przewodniczący Rady Miejskiej, - Burmistrz Miasta Braniewa, - Komisje problemowe Rady Miejskiej, – Kluby Radnych, – Mieszkaniec Braniewa, przy czym wniosek ten winien być poparty podpisami przez co najmniej 100 mieszkańców miasta Braniewa. 2. Druk wniosku, o którym mowa w ust.1, stanowi załącznik do niniejszego regulaminu. 3. Pisemny wniosek o nadanie Honorowego Obywatelstwa powinien zawierać: – dane o kandydacie, – charakterystykę kandydata, – określenie zasług uzasadniających jego wyróżnienie, – dowody potwierdzające wniosek (załączniki). 3. Wniosek opiniuje Komisja w składzie 5-osobowym powołana przez Radę Miejską spośród radnych. 4. W celu zaopiniowania wniosku, Komisja może zasięgać opinii przedstawicieli różnych środowisk miasta Braniewa, a także miejscowości, z której pochodzi kandydat.

§ 5. Tytuł Honorowego Obywatelstwa Miasta Braniewa nadaje Rada Miejska w drodze uchwały.

§ 6. Nadanie tytułu Honorowego Obywatelstwa wiąże się z wręczeniem dyplomu (tytułu) na sesji Rady Miejskiej w Braniewie lub uroczystości miejskiej przez: – Przewodniczącego Rady lub jego zastępcę, – Burmistrza Miasta lub jego zastępcę.

§ 7. Osobie wyróżnionej tytułem „Honorowego Obywatelstwa Miasta Braniewa” przysługują następujące przywileje: – używanie tytułu „Honorowy Obywatel Miasta Braniewa”, – uczestniczenie na prawach honorowego gościa w zwyczajnych, nadzwyczajnych i uroczystych sesjach Rady Miejskiej oraz w innych uroczystościach o charakterze miejskim, – bezpłatny wstęp do instytucji o charakterze kulturalno-oświatowym i sportowym, – bezpłatne przejazdy środkami miejskiej komunikacji zbiorowej.

§ 8. Księgę osób wyróżnionych tytułem „Honorowego Obywatelstwa Miasta Braniewa” prowadzi biuro Rady Miejskiej. Odpowiedzialnym za przechowanie całości dokumentacji związanej z nadaniem tytułu Honorowego Obywatelstwa jest pracownik biura Rady Miejskiej.